# Gloria Hemingway
Pour les articles homonymes, voir Hemingway (homonymie).
Gregory Hancock Hemingway, née le 12 novembre 1931 et morte le 1er octobre 2001, aussi connue sous le nom de Gloria Hemingway à la fin de sa vie, est un médecin et écrivain américaine.
Troisième et plus jeune fille de l'écrivain Ernest Hemingway, son ouvrage Papa: A Personal Memoir fait connaître G. Hemingway, traitant entre autres de son père et de leurs relations.

## Biographie
G. Hemingway est l'enfant d'Ernest Hemingway et de sa seconde épouse Pauline Pfeiffer. Née à Kansas City, dans le Missouri, elle est décrite dans son enfance comme athlétique et excellente tireuse. Surnommé Gig ou Gigi, Hemingway préférera à l'âge adulte se faire appeler Greg,. Elle fait ses études à la Canterbury School, une école catholique ; elle termine en 1949. Ses études se poursuivent pendant un an au St. John's College, à Annapolis, puis G. Hemingway travaille en mécanique dans l'aviation, avant de partir pour la Californie en 1951.
G. Hemingway se marie contre la volonté de son père, prend des drogues, et se fait arrêter pour cette raison. Cet incident amène Ernest Hemingway à accuser la mère de Gregory, Pauline Pfeiffer, avec qui il se dispute au téléphone. Cette dernière, atteinte d'une rare tumeur de la glande surrénale causant la sécrétion de quantités mortelles d'adrénaline en cas de stress, meurt sur la table d'opération après l'appel d'Ernest Hemingway. Ce dernier accuse alors son enfant d'être responsable de la mort de sa mère, ce qui atteint profondément G. Hemingway, qui ne verra plus jamais son père, jusqu'au décès de celui-ci en 1961.
G. Hemingway part en Afrique, pour chasser notamment l'éléphant, où trois ans sont passés en tant qu'apprenti chasseur professionnel, mais elle n'obtient pas sa licence à cause de son alcoolisme. 
G. Hemingway intègre un temps l'armée américaine, puis, souffrant de problèmes mentaux, est internée et reçoit de nombreux traitements aux électrochocs. Elle retourne en Afrique, trouvant des vertus thérapeutiques dans la chasse à l'éléphant.
Presque une décennie plus tard, en 1960, G. Hemingway se décide à entamer des études de médecine et écrit à son père une lettre dans laquelle sont détaillées les raisons médicales de la mort de sa mère, l'accusant alors d'être à l'origine du décès de cette dernière. L'année suivante, Ernest Hemingway se suicide.
G. Hemingway obtient un diplôme de médecine à l'University of Miami Medical School en 1964,,.
G. Hemingway pratique la médecine dans les années 1970 et 1980, d'abord à New York, ensuite comme médecin de campagne dans le Montana, à Fort Benton, puis plus tard comme officier médical à Garfield Country, dans la ville de Joran, dans le même État,. En 1988, le Montana ne renouvelle pas la licence permettant l'exercice de sa profession de médecin, pour cause d'alcoolisme. G. Hemingway est aussi atteinte d'un trouble bipolaire, et d'une addiction aux médicaments.

## Relation avec Ernest Hemingway

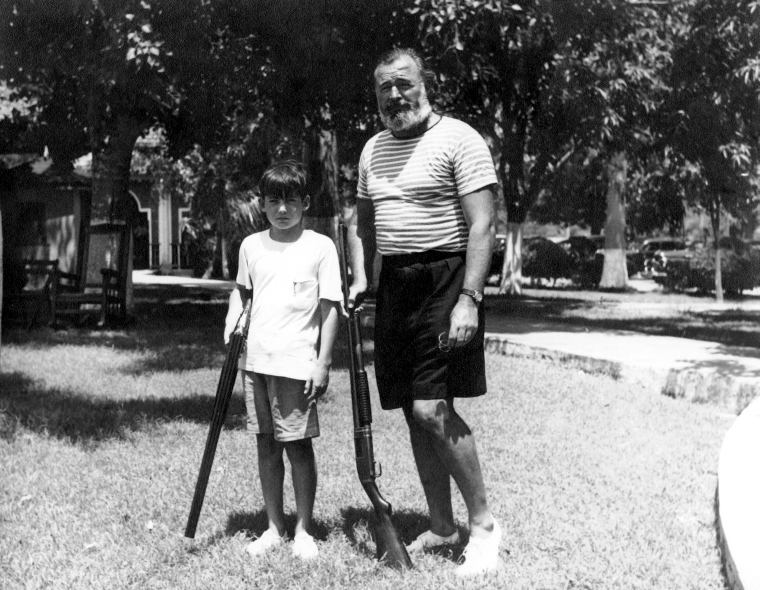
Hemingway et son père, pratiquant le tir au pigeons au Club de Cazadores, à Cuba. La photo n'est pas datée, mais semble avoir été prise au début des années 1940, probablement 1943.

Ernest Hemingway et son enfant ont une relation émaillée de séparations, d'abord quand ce dernier a 19 ans. Pour tenter de se réconcilier, G. Hemingway envoie à son père un télégramme en octobre 1954, qui le félicite pour son prix Nobel de littérature, et pour la récompense de 5 000 dollars l'accompagnant. Ils ont par la suite des contacts intermittents.
G. Hemingway écrit un ouvrage à propos de la vie de son père, et de leurs relations, intitulé Papa: A Personal Memoir, qui devient un best-seller en 1976. La préface est signée par l'écrivain américain Norman Mailer, qui déclare : « Il n'y a rien de servile ici... Pour une fois, on peut lire un livre à propos d'Hemingway, sans avoir à décider si on l'apprécie, ou non ». Le New York Times le qualifie de « petit miracle », « astucieusement elliptique » dans sa manière de présenter des péripéties romantiques avec « une pointe de malice ».
G. Hemingway a formulé l'envie de s'inscrire dans l'ombre de son père, écrivant : « Ce que je veux vraiment, c'est être un héros d'Hemingway ». À propos de son père, il écrit : « L'homme dont je me souviens était gentil, attentionné, simple dans son immensité, tourmenté au-delà de l'endurance, et, malgré le fait que nous l'appelions toujours papa, c'était par amour, pas par peur ».
Le Time a, de son côté, critiqué la « grossièreté » de l'auteur, qualifiant son travail de « pêle-mêle amer de ressentiments désordonnés et d'amour angoissé ». Sa fille Lorian a elle aussi critiqué son travail dans une lettre au Time : « J'aimerais aussi savoir quel type d'individu est cet écrivain... Je ne l'ai pas vu depuis huit ans... Je pense qu'il est triste que j'en apprenne plus à propos de lui en lisant des articles et des potins de journaux qu'en ayant une communication directe avec lui ».
D'après son épouse Valerie, G. Hemingway apprécie le portrait que son père lui a fait à travers le personnage d'Andrew dans Îles à la dérive, publié de manière posthume en 1970. Elle utilise un extrait du roman en tant qu'épigraphe à son ouvrage hommage à G. Hemingway, écrit deux ans après sa mort.
G. Hemingway et ses frères ont essayé au cours de leurs vies de protéger le nom et l’œuvre de leur père en entreprenant des actions en justice contre la journée de célébration locale intitulée l'Hemingway Days à Key West, en Floride. En 1999, ils ont collaboré afin de créer une structure commerciale, Hemingway Ltd., pour faire de leur nom de famille un « accessoire de vie haut-de-gamme ».

## Mariages et famille
En quatre mariages, G. Hemingway a huit enfants : Patrick, Edward, Seán, Brendan, Vanessa, Maria, John et Lorian. Son union avec Valerie Danby-Smith, la secrétaire d'Ernest Hemingway, dure presque 20 ans,. Son dernier mariage, avec Ida Mae Galliher, se termina en 1995, mais elles se remarient en 1997.
Sa fille Lorian Hemingway a expliqué leur relation dans un ouvrage, Walk on Water: A Memoir, publié en 1998. Son fils Edward est un artiste, illustrateur de livres pour enfants. Son fils John Hemingway est l’auteur de l'ouvrage Strange Tribe : A Family Memoir, salué par la critique. Son fils Patrick est photographe professionnel à Vancouver, au Canada. Enfin, son fils Sean est conservateur des arts grecs et romains au Musée de l'Art, à New York.
En 1972, Maia Rodman, une amie de la famille, tombée amoureuse de G. Hemingway, lui dédie son ouvrage The Life and Death of a Brave Bull.

## Genre et identité
Gloria Hemingway a dit pendant plusieurs années avoir des troubles de l'identité de genre, portant notamment souvent des vêtements féminins. Son épouse Valerie a écrit : « Toute sa vie, Greg a combattu une bataille perdue contre cette maladie invalidante. Il a manqué de manière critique d'une aide dans son enfance, parce que ses parents étaient incapables ou peu disposés à accepter sa situation, et il a alors essayé de se réconcilier avec lui-même, prenant la voie des études de médecine dans l’espoir de trouver un remède, ou au moins de quoi se soulager. Échouant dans cette voie, il a développé une personnalité alternative, un personnage dans lequel il pouvait se retirer des responsabilités insurmontables d'être, entre autres choses, le fils de son père, et de ne jamais mesurer ce qu'il attendait de lui, ou ce qu'il attendait de lui-même ».
G. Hemingway a porté de l'intérêt pour la chirurgie de réattribution sexuelle dès 1973, et a bénéficié d'une opération en 1995, commençant alors à utiliser le prénom Gloria à diverses occasions. Malgré la chirurgie, G. Hemingway se remarie à son ex-épouse Galliher en 1997, dans l'État de Washington. Pour le grand public, G. Hemingway continue de se présenter sous le nom de Gregory, et donne des interviews occasionnelles au sujet de son père en 1999. G. Hemingway apparaît en juillet de cette même année aux célébrations du centenaire de la naissance d'Ernest Hemingway, à Oak Park, dans l'Illinois. Le même mois, G. Hemingway s'exprime à l'inauguration du Musée Hemingway-Pfeiffer, dans la maison familiale, à Piggott, dans l'Arkansas.
Son changement de sexe n'a pas été finalisé, G. Hemingway étant décédée en 2001. Un implant mammaire a été posé pendant un temps sur un sein, il a par la suite été retiré à sa demande. Parfois vu dans des vêtements féminins, G. Hemingway était connu en tant que Gregory dans le bar local qu’elle fréquentait avant de mourir. À son arrestation, quelques jours avant sa mort, le rapport de police précise que G. Hemingway a dit s'appeler Greg, puis a changé pour Gloria.

## Mort
G. Hemingway meurt le 1er octobre 2001 au centre de détention des femmes de Miami-Dade, des suites d'hypertension et d'une maladie cardio-vasculaire, alors qu'elle était en attente de jugement pour attentat à la pudeur et résistance non-violente lors d'une arrestation policière,. 
Pour les nécrologies, la plupart des publications utilisent le prénom Gregory, excepté le Time, qui fait paraître un article intitulé « Gloria Hemingway, morte à 69 ans, transsexuelle et plus jeune fils, devenue fille, de l'écrivain Ernest Hemingway ». Le Time rapporte que le père avait déclaré que son enfant avait : « la plus grande part d'ombre de la famille, excepté moi ». La tombe de G. Hemingway se trouve au cimetière de Ketchum, dans l'Idaho, où se trouvent aussi celles de son père et de son demi-frère Jack Hemingway.
G. Hemingway laisse deux testaments, le premier léguant la quasi-totalité des 7 millions de dollars de patrimoine à sa dernière épouse, Galliher, l'autre partageant cette somme entre ses enfants,. Ces derniers considèrent le premier testament comme invalide, la Floride, État de résidence de G. Hemingway, ne reconnaissant pas les mariages de même sexe. Un arrangement à l'amiable a été conclu entre les deux parties.